# Burgruine Waldzimmern
Die Burgruine Waldzimmern bezeichnet eine abgegangene Burg in Waldzimmern (Würthstraße), einem heutigen Stadtteil von Niedernhall im Hohenlohekreis in Baden-Württemberg.
Von der im 13. Jahrhundert erbauten Burg zeugt noch die ehemalige Marienkapelle mit Baurresten und ein Wallgraben.